# Ooredoo
Ooredoo Q.P.S.C. (ehemals Qtel) ist das einzige Telekommunikationsunternehmen in Katar. Das Unternehmen zählt im Bereich Mobiltelefonie mittlerweile über zwei Millionen Kunden in Katar. Derzeit sind etwa 1900 Mitarbeiter im Unternehmen beschäftigt. Das Unternehmen ist in 17 Ländern präsent und zählt inzwischen 57,5 Millionen Abonnenten.

## Unternehmen
Das Unternehmen Ooredoo mit Hauptsitz in Doha entstand 1987 durch das Gesetz Nr. 13. Vier Jahre später wurde die erste öffentliche Telefonzelle in Auftrag gegeben. Seit 1996 bietet das Unternehmen auch Online-Dienste an. Drei Jahre später wurde Qtel an der London Stock Exchange notiert, ab 2002 auch an der Bahrain Stock Exchange.
In den letzten Jahren expandierte das Unternehmen auch im Ausland und erhielt 2004 eine weitere Mobilfunklizenz für den Oman und gewann dort fast 900.000 Neukunden. Qtel war Provider und Partner bei den Asienspielen 2006. Im Jahr 2007 erwarb das Unternehmen die Mehrheit am kuwaitischen Telekommunikationsanbieter Wataniya Telecom für eine Summe von 3,8 Milliarden US-Dollar. Dies bedeutete zugleich die teuerste Übernahme eines Telekommunikationsanbieters innerhalb der arabischen Welt. Im Juni 2008 kaufte Ooredoo einen Anteil von 40,8 Prozent an den indonesischen Unternehmen Indonesia Communications Limited (ICLM), Indonesia Communications Pte. Ltd. (ICLS) und PT Indosat Tbk. Qtel überwies gesamthaft eine Summe von 1,8 Milliarden US-Dollar.
Im Jahr 2009 stieg der Umsatz im Vergleich zum Vorjahr um 18,2 Prozent und der Gesamtumsatz belief sich auf 24 Milliarden QAR.
Das Unternehmen hat sich umstrukturiert und firmiert seit 2013 nun als Ooredoo Group, welche in verschiedenen Ländern Tochterunternehmen unter hält:
Ooredoo QatarGründung 1987 unter dem Namen Qtel, 2013 Umbenennung in Ooredoo
Ooredoo OmanGründung 2004 als Nawras, November 2014 Umbenennung in Ooredoo Oman
Ooredoo KuwaitGründung Dezember 1999 unter dem Namen Wataniya Telecom, 2007 Übernahme due Ooredoo, im Mai 2014 wurde  Wataniya Telecom in Ooredoo Kuwait umbenannt
Asiacell (Irak)Gründung 1999 in Sulaymaniyah, seit August 2007 in Besitz einer Lizenz für ganz Irak
Ooredoo PalestineGründung im November 2009 als Wataniya Mobile Palestine Telecommunication Company oder Wataniya Mobile
Ooredoo AlgeriaGründung 2004 als Nedjma, November, 2013 Umbenennung in Ooredoo Algeria
Ooredoo TunisiaGründung im Mai 2002 als Tunisiana, im April 2014 Umbenennung in Ooredoo Tunisia
Ooredoo MaldivesGründung im Februar 2005 als Wataniya Maldives, im Dezember 2013 Umbenennung in Ooredoo Maldives
Indosat OoredooGründung 1967 als Infosat, im November 2015 Umbenennung in Indosat Ooredoo
Ooredoo MyanmarGründung im Juni 2013

## Gallery

Ooredoo old logo 2013-2017
Ooredoo old logo 2017-2022